# جرقرغان
جرقرغان (به ازبکی: Jarqoʻrgʻon، جرقۉرغان) یک منطقهٔ مسکونی در ازبکستان است که در شهرستان جرقرغان واقع شده‌است. جرقرغان ۲۰٬۹۰۰ نفر جمعیت دارد.